# Vlag van Kaprijke
De vlag van Kaprijke werd door de gemeenteraad op 10 juni 1980 officieel vastgesteld als de gemeentelijke vlag van de Oost-Vlaamse gemeente Kaprijke. Op 14 juni 1988 werd hij door het Bestuur van Vlaanderen bevestigd en uiteindelijk gepubliceerd op 16 september 1988 in het officiële Belgisch Staatsblad.
Officieel wordt de vlag beschreven als:
Twee even lange banen van rood en van blauw met op het rood een blauwe en op het blauw een rode kaproen
De vlag is gebaseerd op het gemeentewapen.

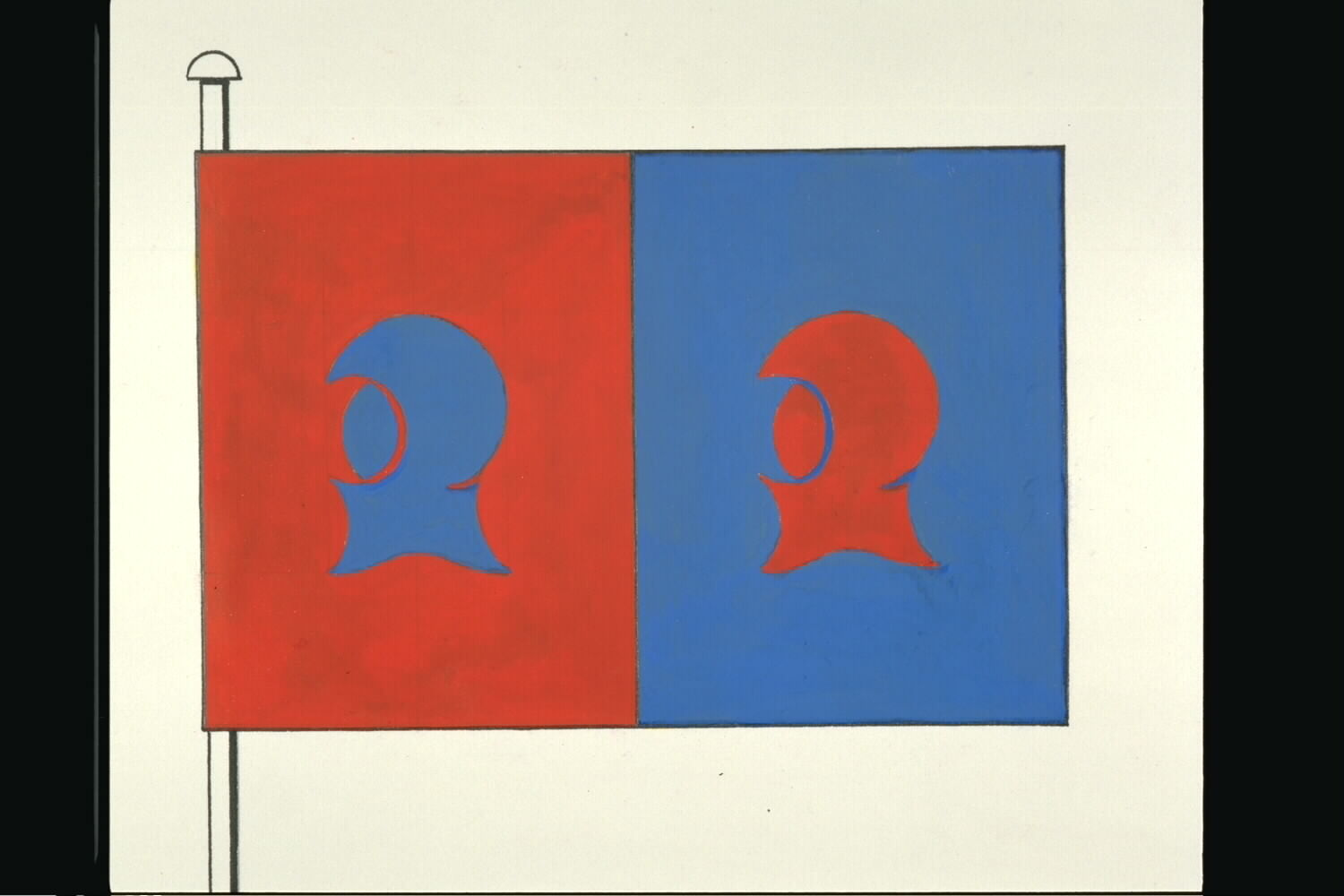
Officiële tekening van de vlag